# 入澤崇
入澤 崇（いりさわ たかし、1955年10月5日 - ）は、日本の仏教学者。仏教文化学（アジア各地域における仏教の受容と変容を研究）。龍谷大学学長。龍谷大学文学部仏教学科名誉教授。浄土真宗本願寺派善行寺住職。広島県因島市出身。

## 経歴
1955年（昭和30年）、広島県因島市（現・尾道市）の因島に生まれる。兄がいる。1971年（昭和46年）に崇徳高等学校へ入学する。1974年（昭和49年）に龍谷大学文学部仏教学科に進学。1986年（昭和61年）、龍谷大学大学院文学研究科博士課程（仏教学）を修了する。
同年の京都大学によるガンダーラ仏教遺跡の調査以降、多くの遺跡の調査を行う。
1990年（平成2年）より同4年まで龍谷大学文学部専任講師を務め、1997年（平成9年）に龍谷大学経営学部助教授に就任する。翌年より2年間、龍谷大学文学部助教授となる。
2002年（平成14年）より8年間、龍谷大学経営学部教授を務め、2010年（平成22年）より龍谷大学文学部仏教学科教授となる。
2011年（平成23年）にオープンした龍谷ミュージアムの副館長も務める。2013年（平成25年）より2015年（平成27年）まで館長。2017年（平成29年）より学長。2024年（令和6年）より名誉教授。
2003年（平成15年）からは龍谷大学古典籍デジタルアーカイブ研究センターの一員として、トルファンのベゼクリク石窟の壁画復元に従事する。その模様は2005年（平成17年）3月にNHK「新シルクロード」で放映された。2005年より龍谷大学アフガニスタン仏教遺跡学術調査隊の隊長を務める。アフガニスタンのバーミヤーン以西で新たに見つかった仏教遺跡を皮切りに、アフガニスタンとトルクメニスタンの国境付近でも新たに石窟を確認する。2008年（平成20年）にはイランで仏教遺跡を確認して、俄然大きな反響を呼んだ。

## 人物
- 広島県尾道市因島土生町に所在する善行寺の住職でもある。
- 取得学位は、「修士（文学）論文　龍谷大学」である。
- 佐和隆研博士学術奨励賞を受賞している。

### 所属学会
- 龍谷仏教学会 - 理事・評議員（1994年 - ）
- 仏教史学会
- 日本印度学仏教学会
- 日本仏教学会
- 密教図像学会

## 主な著作

### 共著
- 『The S tra of Contemplation on the Buddha of Immeasurable Life』英訳　観無量寿経（龍谷大学、1984年）
- 『仏教初伝南方之路文物図録』（文物出版社北京、1993年）
- 『週刊シルクロード紀行　No.3 トルファン』（朝日出版社、2005年）

### 論文
- 「アショーカ王柱と旗柱」『仏教芸術』、1985年11月
- 「蓮華蔵世界」『印度学仏教学研究』36（2）、1988年
- 「蓮華蔵世界（大谷大学における第38回〔日本印度学仏教学会〕学術大会紀要-2-）」『印度学仏教学研究』36（2）、1988年3月
- 「具足戒を授くべからざる二十人」『パーリ学仏教文化学』（2）、1989年3月
- 「仏説盂蘭盆経成立考」『仏教学研究』、1990年3月
- 「仏と霊：江南出土仏飾魂瓶考」『龍谷大学論集』444、1994年6月
- 「一切衆生の利益安楽のために（仏教における誓願）」『日本仏教学会年報』、1995年
- 「観無量寿経の背後にあるもの（浄土経の総合的研究）」『佛教大学総合研究所紀要』、1999年3月
- 「ブッダはなぜ火葬されたのか」『龍谷大学論集』457、2001年1月
- 「スリランカの大谷探検隊」『パーリ学仏教文化学』（17）、2003年12月
- 書評「森雅秀著『仏のイメージを読む-マンダラと浄土の仏たち-』、大法輪閣、2006年8月10日刊、四六判、274頁、3200円＋税」『宗教研究』81（2）、2007年9月
- 「バーミヤーン以西で新たに見つかった仏教遺跡」『印度学仏教学研究』56（1）、2007年12月
- 「ムルガーブ川流域への仏教伝播」『印度学仏教学研究』57（1）、2008年12月
- 「イランの仏教遺跡」『印度学仏教学研究』58（1）、2009年12月
- 「イラン北西部仏教遺跡に見られる中国文化（2009年龍谷大学国際社会文化研究所シンポジウム　東西交流の昔と今-文化遺産の保存研究と情報発信）」『龍谷大学国際社会文化研究所紀要』（12）、2010年6月
- 「大谷探検隊をめぐる新研究（第62回学術大会パネル発表報告）」『印度学仏教学研究』60（2）、2012年3月